# 李三畏
李三畏（1519年—？），字汝敬，號革封，山東兖州府東平州汶上縣人，民籍，明朝政治人物。

## 生平
嘉靖十九年（1540年）庚子科山東鄉試第六十九名舉人。嘉靖二十六年（1547年）中式丁未科會試第六十三名，登第二甲第六十三名進士。通政司觀政，授刑部主事，升员外郎，出为山西按察司佥事。复除浙江按察司佥事，升江西布政司右参议。

## 家族
曾祖李榮；祖父李宗；父李相。母陳氏；繼母唐氏。严侍下。弟三德、三变、三聘。